# ایستگاه متروی بریانک
ایستگاه متروی بریانک، یکی از ایستگاه‌های خط ۷ مترو تهران است. ایستگاه در تقاطع بزرگراه شهید نواب صفوی و بلوار بریانک قرار دارد.
این ایستگاه در ۲۰ خرداد ۱۳۹۶ شروع به مسافرگیری کرده و عمق ۲۲٫۴۴ متری از سطح زمین قرار دارد.

## امکانات
از امکانات این ایستگاه می‌توان به پله برقی، آبسرد کن اشاره کرد.